# Liste der Kulturgüter in Rohrbachgraben
Die Liste der Kulturgüter in Rohrbachgraben enthält alle Objekte in der Gemeinde Rohrbachgraben im Kanton Bern, die gemäss der Haager Konvention zum Schutz von Kulturgut bei bewaffneten Konflikten, dem Bundesgesetz vom 20. Juni 2014 über den Schutz der Kulturgüter bei bewaffneten Konflikten sowie der Verordnung vom 29. Oktober 2014 über den Schutz der Kulturgüter bei bewaffneten Konflikten unter Schutz stehen.
Es sind weder A-Objekte noch B-Objekte auf dem Gemeindegebiet ausgewiesen, Objekte der Kategorie C fehlen zurzeit (Stand: 5. April 2024). Unter übrige Baudenkmäler sind Objekte zu finden, die im Bauinventar des Kantons Bern als «schützenswert» verzeichnet sind.

## Übrige Baudenkmäler
Hinweis: Als Objekt-Identifikator (ID) wird die Grundstücksnummer verwendet.
| ID  | Foto |                 | Objekt             | Typ | Standort                          | Beschreibung |
| --- | ---- | --------------- | ------------------ | --- | --------------------------------- | ------------ |
| 27  | BW   | Datei hochladen | Bauernhaus (1862)  | G   | Steinacker 21 627482 / 219028     |              |
| 89  | BW   | Datei hochladen | Bauernhaus (1818)  | G   | Glasbach 57 628045 / 219233       |              |
| 95  | BW   | Datei hochladen | Bauernhaus (1770)  | G   | Ganzenberg 37 626941 / 217767     |              |
| 147 | BW   | Datei hochladen | Speicher (1783)    | G   | Untere Matten 17a 627366 / 218854 |              |
| 152 | BW   | Datei hochladen | Bauernhaus (1767)  | G   | Untere Matten 17 627355 / 218890  |              |
| 222 | BW   | Datei hochladen | Speicher (1735)    | G   | Flückigen 48a 627128 / 217200     |              |
| 422 | BW   | Datei hochladen | Wohnhaus (um 1950) | G   | Flückigen 48d 627128 / 217161     |              |

Hinweis zur Legende: Anstelle der KGS-Nummer wird als Objekt-Identifikator (ID) die Grundstücksnummer verwendet.